# إلين جونز
إلين جونز (بالإنجليزية: Elaine Jones) هي محامية أمريكية، ولدت في 2 مارس 1944.